# Lisy (województwo podlaskie)
Lisy – wieś w Polsce położona w województwie podlaskim, w powiecie kolneńskim, w gminie Stawiski.
Przez miejscowość przebiega droga wojewódzka nr 648.
Wierni kościoła rzymskokatolickiego należą do parafii Nawiedzenia Najświętszej Maryi Panny w Romanach.

## Historia
Dawniej prywatna wieś szlachecka położona była w drugiej połowie XVI wieku w powiecie radziłowskim ziemi wiskiej województwa mazowieckiego.
W latach 1921–1939 wieś leżała w województwie białostockim, w powiecie kolneńskim (od 1932 w powiecie łomżyńskim), w gminie Przytuły.
Według Powszechnego Spisu Ludności z 1921 roku zamieszkiwało tu 57 osób w 10 budynkach mieszkalnych. Miejscowość należała do miejscowej parafii rzymskokatolickiej w m. Romany. Podlegała pod Sąd Grodzki w Stawiskach i Okręgowy w Łomży; właściwy urząd pocztowy mieścił się w m. Stawiski.
W latach 1975–1998 miejscowość należała administracyjnie do województwa łomżyńskiego.